# Koszmosz–95
A Koszmosz–95 (DS-U2-V) (oroszul: Космос 95) Koszmosz műhold, a szovjet műszeres műhold-sorozat tagja. technológiai műhold.

## Küldetés
Meghatározott űrkutatási és katonai programot hajtott végre. Az új fejlesztésű eszközök (irányítás, navigáció, tájolás, hajtóművek) kísérleti darabja. Az emberes űrkutatási program végrehajtását segítette.

## Jellemzői
Az OKB–1 tervezőirodában kifejlesztett, ellenőrzése alatt gyártott műhold.
1965. november 4-én a Kapusztyin Jar rakétakísérleti lőtérről a Majak–2 indítóállásából egy Koszmosz–2I (63SZ1) típusú hordozórakétával juttatták Föld körüli, közeli körpályára. Az orbitális egység pályája 88 perces, 48,4 fokos hajlásszögű, elliptikus pálya perigeuma 147 kilométer, apogeuma 205 kilométer volt. Hasznos tömege 325 kilogramm. A sorozat felépítését, szerkezetét, alapvető fedélzeti rendszereit tekintve egységesített, szabványosított tudományos-kutató űreszköz. Áramforrása kémiai akkumulátorok és napelemek kombinációja.
1966. január 18-án földi parancsra belépett a légkörbe és megsemmisült.